# 桜井広綱
桜井 広綱／櫻井 廣綱（さくらい ひろつな）は、戦国時代の武将。毛利氏家臣。父は桜井広継。子に毛利元就の側近として活躍した桜井就綱や桜井正貞がいる。

## 出自
広綱が生まれた桜井氏は、河内国三島郡桜井村を名字の地とし、鎌倉時代末期から南北朝時代にかけての当主である桜井正綱は楠木正成に仕え、延元元年／建武3年（1336年）の湊川の戦いで主君と最期を共にした。
桜井正綱の三男で、広綱の曽祖父にあたる桜井親政は湊川の戦い以前から毛利時親に仕えて越後国刈羽郡佐橋庄の奉行職を務めたが、毛利元春の安芸国高田郡吉田庄への下向に従っている。安芸国では高田郡多治比にあった竹長城を居城とし、桜井親政以降は桜井元通、広継、広綱と続いた。

## 生涯
安芸国高田郡吉田を本拠地とする国人・毛利氏の譜代家臣である桜井広継の嫡男として生まれ、毛利興元、幸松丸に仕えた。
大永2年（1522年）8月、毛利元就が山県少輔五郎と山県玄蕃允が籠城する安芸国山県郡壬生の壬生城を攻撃し、8月16日に壬生城方の山県元照が毛利軍に寝返ったことで大勝しているが、この時の戦いで広綱は長男の桜井二郎と共に戦死した。家督は次男の桜井就綱が相続した。